# Kolbeinsvíkurfjall
Kolbeinsvíkurfjall är ett berg i republiken Island. Det ligger i regionen Västfjordarna, 200 km norr om huvudstaden Reykjavík.
Det finns inga samhällen i närheten.